# ایشمتوو
ایشمتوو (انگلیسی: Ishmetovo) یک شهرک در شهرستان کراسنوکامسکی استان باشقیرستان کشور روسیه است.